# Urbatagirk

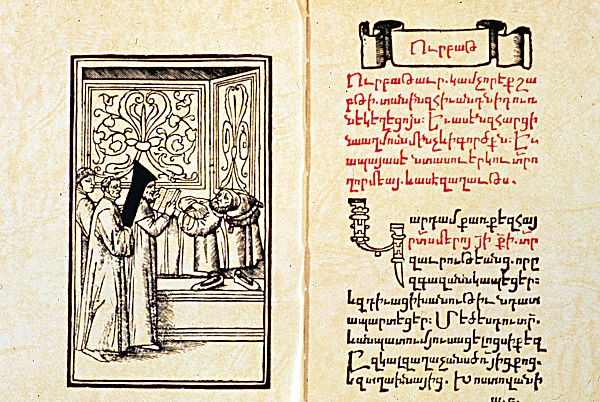

Urbatagirk (arménien : Ուրբաթագիրք) est le premier livre imprimé en arménien. L'impression fut réalisée à Venise, (Italie) en 1512 par Hakob Meghapart. Urbatagirk comptait 124 pages imprimées en rouge et noir, dont 24 étaient colorées.